# شهرستان فنگانگ
شهرستان فنگانگ (به لاتین: Fenggang County) یک منطقهٔ مسکونی در چین است که در زونیای واقع شده‌است. شهرستان فنگانگ ۱٬۸۸۳ کیلومتر مربع مساحت و ۴۰۰٬۰۰۰ نفر جمعیت دارد.